# Cârța (gmina)
Cârța – gmina w Rumunii, w okręgu Sybin. Obejmuje miejscowości Cârța i Poienița. W 2011 roku liczyła 906 mieszkańców.